# دایره بلا
دایره بلا (به لاتین: Bla Cercle) یک منطقهٔ مسکونی در مالی است که در استان سگو واقع شده‌است. دایره بلا ۶٬۲۰۰ کیلومتر مربع مساحت و ۲۸۳٬۶۶۳ نفر جمعیت دارد.